# Union Sportive Coutras Rink Hockey
L'Union Sportive Coutras Rink Hockey (US Coutras Rink Hockey) és un equip d'hoquei patins francès de la població de Coutras, a la regió d'Aquitània. Fou fundat el 1936 com a Hockey Patin- Club Coutrillon per un comerciant de vins provinent de Bordeus, població amb gran tradició hoqueïstica a l'època. Actualment disputa la Nationale 1, la màxima categoria d'hoquei patins francesa.

## Equip masculí
Al llarg de la seva història ha conquistat 16 títols de Lliga, esdevenint l'equip que n'ha assolit més. Les seves millors èpoques foren la dècada dels 70 i 80, on arribaren a guanyar fins a quatre títols consecutius.
Pel que fa a la Copa de França, tan sols han aconseguit ser-ne finalistes a les edicions de 2007 i 2008.
Ha participat en moltes ocasions a la Lliga de Campions de la WSE però sense aconseguir resultats destacats. L'any 2025 va ser finalista de la primera edició de la WSE Trophy, caient enfront del PAS Alcoi a la final disputada a Follonica.

## Equip femení
L'US Coutras compta amb un equip femení que també disputa la Nationale 1 femenina, essent un participant habitual a la Copa d'Europa d'hoquei patins femenina, doncs ha participat en la majoria d'edicions.
Ha aconseguit guanyar la Lliga francesa en 11 ocasions, essent l'equip amb un nombre més gran de títols. També s'ha imposat en dues ocasions a la Copa de França.

## Palmarès
Categoria masculina
- 16 Lligues franceses: 1964, 1966, 1968, 1970, 1971, 1972, 1974, 1975, 1977, 1980, 1983, 1984, 1985, 1986, 2010 i 2011.

Categoria femenina
- 11 Lligues franceses: 2001, 2004, 2009, 2011, 2012, 2013, 2015, 2016, 2017, 2018 i 2019
- 2 Copes franceses: 2001, 2004